# Jonas Müller
Jonas Müller (Bludenz, 4 ottobre 1997) è uno slittinista austriaco, campione mondiale nel singolo ad Oberhof 2023 e nella prova sprint a Winterberg 2019.
È fratello di Yannick, a sua volta slittinista di alto livello.

## Biografia

### Carriera sportiva

#### Stagioni 2012-2016

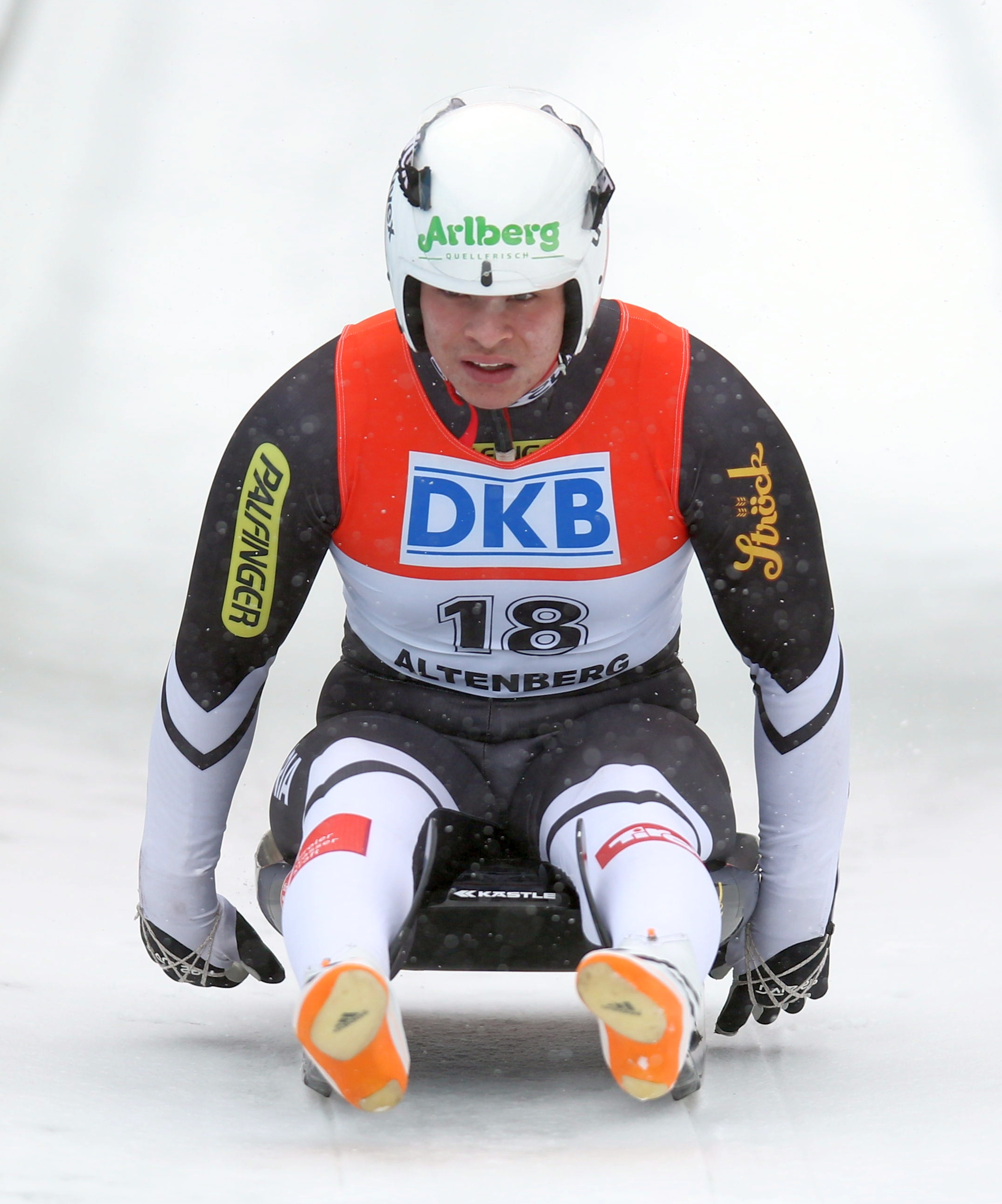
Müller in gara ad Altenberg nel 2017.

Iniziò a gareggiare per la nazionale austriaca nella classe giovani nel 2011, prendendo parte a due tappe della Coppa del Mondo 2011/12 di categoria nel singolo, concludendo la classifica ventitreesimo; nelle due stagioni seguenti continuò a partecipare in maniera saltuaria al circuito mondiale giovani, piazzandosi rispettivamente al diciottesimo ed al cinquantacinquesimo posto della graduatoria. Nel 2014/15, pur essendo ancora nei limiti di età per partecipare nella categoria inferiore, fu inserito nella squadra juniores gareggiando nella Coppa del Mondo che terminò in settima posizione, nonché ai campionati europei di Oberhof 2015 in cui giunse sesto ed a quelli mondiali di Lillehammer 2015 dove ottenne la nona piazza nel singolo e conquistò la medaglia di bronzo nella prova a squadre; l'annata successiva, sempre nella classe juniores, trionfò nella graduatoria finale di Coppa, vinse il titolo continentale nel singolo e l'argento nella staffetta ad Altenberg 2016 e nella rassegna iridata di Winterberg 2016 giunse quinto.

#### Stagioni 2017-2020

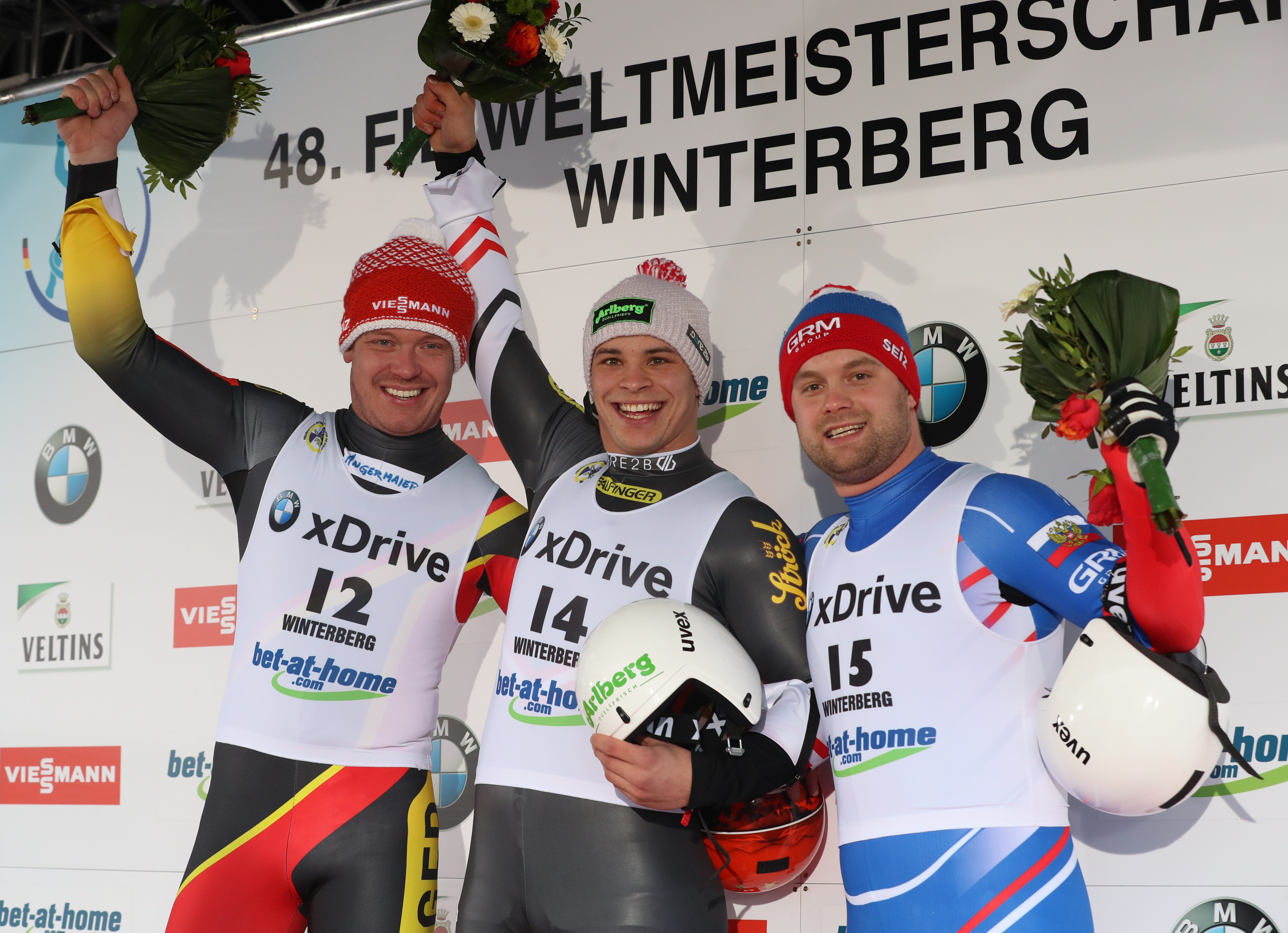
Müller (al centro) con Loch e Pavličenko sul podio dei mondiali di Winterberg 2019 nel singolo sprint.

Esordì in Coppa del Mondo a livello assoluto nella seconda tappa dell'edizione 2016/17, il 2 dicembre 2016 a Lake Placid, concludendo la prova in ventiduesima posizione nel singolo e chiudendo la stagione in trentasettesima posizione, ottenendo punti in tutte e quattro le gare disputate; prese inoltre parte ai campionati mondiali di Innsbruck 2017 in cui giunse ventunesimo nella prova individuale.
A causa di un infortunio occorsogli durante il periodo di preparazione ad Oberhof fu costretto a saltare l'intera annata sportiva seguente. Ripresentatosi al via per la stagione 2018/19 prese parte stabilmente alla Coppa del Mondo che concluse in undicesima posizione, ottenendo anche un quarto posto nella tappa di Schönau am Königssee, e partecipò ai campionati europei di Oberhof 2019 in cui giunse tredicesimo; il punto più alto della stagione però lo raggiunse durante i mondiali di Winterberg 2019, vincendo a sorpresa la medaglia d'oro nella prova sprint, mentre nella gara classica su due manches commise un errore nella prima discesa e non riuscì a portare a termine la competizione.
La stagione 2019/20 si aprì con la conquista del suo primo podio, nonché la sua prima vittoria, in Coppa del Mondo: il 24 novembre 2019 ad Innsbruck vinse la gara del singolo, ripetendosi la settimana seguente sulla pista di Lake Placid; grazie a queste due vittorie, e con altri tre podi ottenuti nel corso di quella edizione di Coppa, concluse la classifica generale al quinto posto. Nella rassegna continentale di Lillehammer 2020 giunse decimo, aggiudicandosi la seconda posizione nella speciale classifica riservata agli atleti under 23 ed in quella iridata di Soči 2020 terminò quinto nello sprint e nella prova a squadre e vinse la medaglia d'argento nel singolo, che gli valse anche la vittoria del titolo under 23.

#### Stagioni 2021-2024

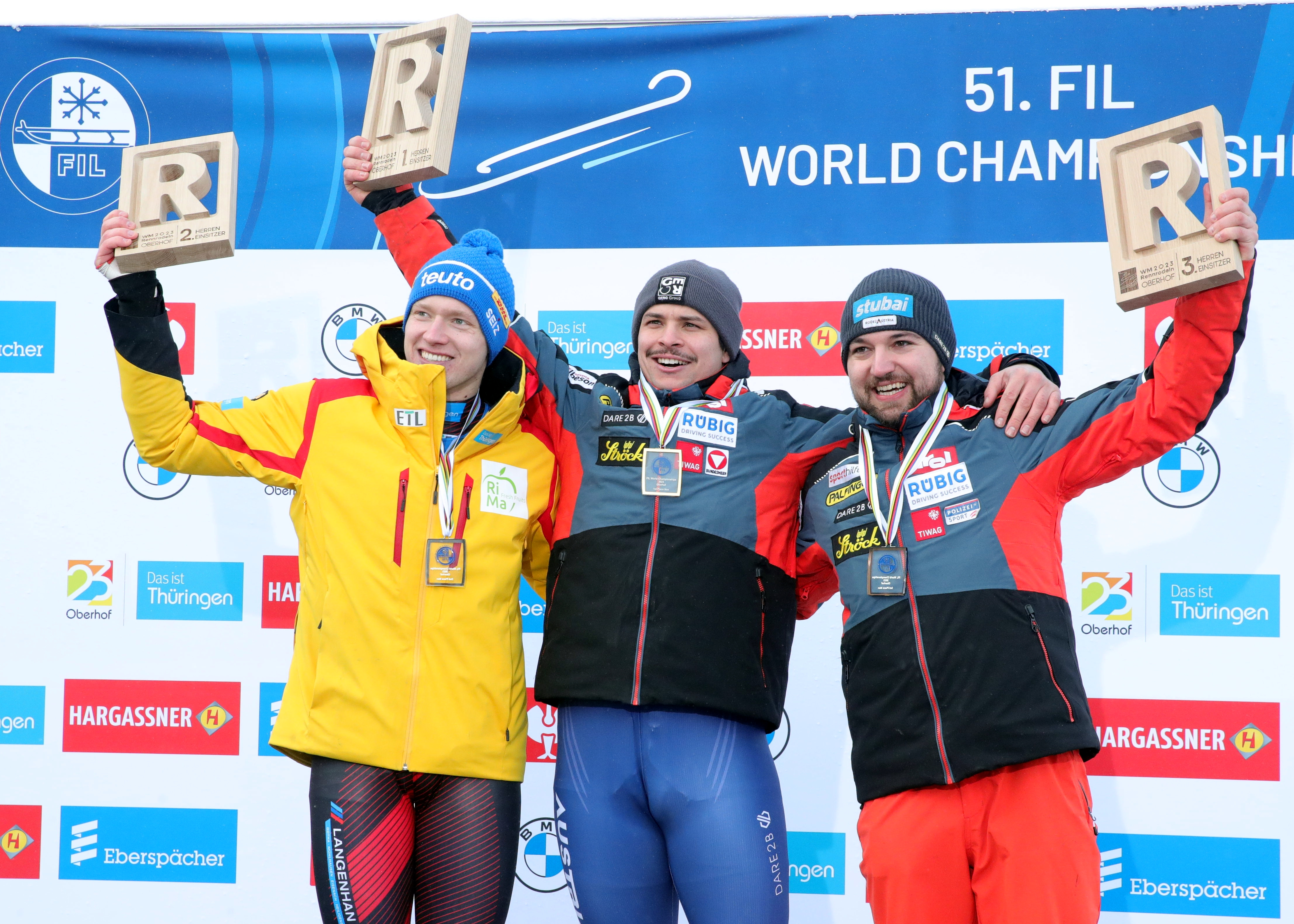
Müller (al centro) sul podio dei mondiali di Oberhof 2023 nel singolo insieme a Langenhan e Gleirscher.

Nel 2020/21 ottenne tre podi in Coppa del Mondo e chiuse la classifica finale in decima posizione, non concluse la prova agli europei di Sigulda 2021 e giunse sesto ai mondiali di Schönau am Königssee 2021; l'annata seguente si piazzò all'undicesimo posto nella classifica di Coppa e, nonostante alcuni buoni risultati come il podio ottenuto nella sprint di Innsbruck o il quinto posto ai campionati continentali di Sankt Moritz 2022, non venne selezionato per partecipare ai Giochi olimpici di Pechino 2022: dei tre posti disponibili in seno alla squadra austriaca per la prova del singolo uomini, i primi due furono assegnati già a fine dicembre al campione uscente David Gleirscher ed al due volte campione del Mondo Wolfgang Kindl, mentre per il terzo vi fu una lotta a tre tra lo stesso Müller, il vicecampione mondiale del 2019 Reinhard Egger ed il campione del Mondo in carica della prova sprint Nico Gleirscher. Fu poi quest'ultimo a venire preferito grazie ai migliori risultati ottenuti nelle tappe conclusive della stagione di Coppa valide per la qualificazione.
L'annata successiva si aprì con un podio nella prova inaugurale di Coppa del Mondo ad Innsbruck, ma l'8 gennaio 2023, durante la prima gara di Sigulda, fu vittima di una caduta che catapultò fuori dalla pista il suo slittino, che finì completamente distrutto. Ciò lo costrinse a tornare subito in Austria per recuperare una delle sue vecchie slitte preparandola con nuovi materiali e nuovi pattini, saltando così i campionati europei sulla stessa pista lettone; con sole tre settimane di prove su questa attrezzatura si presentò quindi ai campionati mondiali di Oberhof 2023 dove conquistò il titolo nel singolo e la medaglia d'argento nella prova sprint e nella gara a squadre. Concluse la stagione ottenendo altri tre secondi posti nelle prove individuali, che gli consentirono di terminare al settimo posto nella graduatoria generale di Coppa.
Nel 2023/24 si piazzò in quarta posizione in Coppa del Mondo, con due successi di tappa colti sulle piste di Innsbruck e di Oberhof; la vittoria sul tracciato austriaco gli valse inoltre la conquista della medaglia d'oro continentale, bissata anche nella gara a squadre, mentre nella rassegna iridata di Altenberg 2024 fu sesto nella prova classica e settimo in quella sprint.

#### Stagione 2025
Nella stagione seguente, con i trionfi ottenuti ad Oberhof ed a Winterberg e ad ulteriori due secondi posti, concluse nuovamente al secondo posto nella classifica di Coppa; con il trionfo nella località della Sauerland confermò altresì il titolo europeo, ripetendosi anche nella prova per nazioni, mentre nei campionati mondiali di Whistler 2025 raggiunse la quinta posizione nel singolare.

## Palmarès

### Mondiali
- 5 medaglie:
  - 2 ori (singolo sprint a Winterberg 2019; singolo ad Oberhof 2023);
  - 3 argenti (singolo a Soči 2020; singolo sprint, gara a squadre ad Oberhof 2023).

### Europei
- 4 medaglie:
  - 4 ori (singolo, gara a squadre ad Innsbruck 2024; singolo, gara a squadre a Winterberg 2025).

### Mondiali under 23
- 1 medaglia:
  - 1 oro (singolo a Soči 2020).

### Europei under 23
- 1 medaglia:
  - 1 argento (singolo a Lillehammer 2020).

### Mondiali juniores
- 1 medaglia:
  - 1 bronzo (gara a squadre a Lillehammer 2015).

### Europei juniores
- 2 medaglie:
  - 1 oro (singolo ad Altenberg 2016);
  - 1 argento (gara a squadre ad Altenberg 2016).

### Coppa del Mondo
- Miglior piazzamento in classifica generale nel singolo: 4º nel 2023/24 e nel 2024/25.
- 32 podi (16 nel singolo, 6 nel singolo sprint, 10 nelle gare a squadre):
  - 11 vittorie (6 nel singolo, 5 nelle gare a squadre);
  - 16 secondi posti (8 nel singolo, 3 nel singolo sprint, 5 nelle gare a squadre);
  - 5 terzi posti (2 nel singolo, 3 nel singolo sprint).

#### Coppa del Mondo - vittorie
| Data             | Luogo       | Paese       | Disciplina                                                                              |
| ---------------- | ----------- | ----------- | --------------------------------------------------------------------------------------- |
| 24 novembre 2019 | Innsbruck   | Austria     | Singolo                                                                                 |
| 1º dicembre 2019 | Lake Placid | Stati Uniti | Singolo                                                                                 |
| 26 febbraio 2023 | Winterberg  | Germania    | Gara a squadre con Madeleine Egle, Juri Gatt e Riccardo Schöpf                          |
| 14 gennaio 2024  | Innsbruck   | Austria     | Singolo                                                                                 |
| 14 gennaio 2024  | Innsbruck   | Austria     | Gara a squadre con Madeleine Egle, Thomas Steu, Wolfgang Kindl, Selina Egle e Lara Kipp |
| 17 febbraio 2024 | Oberhof     | Germania    | Singolo                                                                                 |
| 15 dicembre 2024 | Oberhof     | Germania    | Singolo                                                                                 |
| 15 dicembre 2024 | Oberhof     | Germania    | Gara a squadre con Madeleine Egle, Thomas Steu, Wolfgang Kindl, Selina Egle e Lara Kipp |
| 19 gennaio 2025  | Winterberg  | Germania    | Singolo                                                                                 |
| 19 gennaio 2025  | Winterberg  | Germania    | Gara a squadre con Madeleine Egle, Juri Gatt, Riccardo Schöpf, Selina Egle e Lara Kipp  |
| 23 febbraio 2025 | Yanqing     | Cina        | Gara a squadre con Lisa Schulte, Thomas Steu, Wolfgang Kindl, Selina Egle e Lara Kipp   |

### Coppa del Mondo juniores
- Vincitore della Coppa del Mondo juniores nel singolo nel 2015/16.

### Coppa del Mondo giovani
- Miglior piazzamento in classifica di Coppa del Mondo giovani nel singolo: 18º nel 2012/13.